# Lherzolite
Chiamata anche norite lherzolite, la denominazione deriva dal Massiccio di Lherz, un complesso peridotitico che sovrasta il lago di Lherz , nel dipartimento di Ariège nei Pirenei francesi; Lherz è il nome antico della località. Studi recenti (2009) considerano la lherzolite di questa località una rifertilizzazione di harzburgiti dovuta a liquidi magmatici e non una lherzolite primaria del mantello.

## Caratteristiche
Si tratta di una roccia ultramafica ignea, olocristallina composta dal 60 al 90% di olivina con una rilevante presenza di ortopirosseni e, in quantità inferiore, clinopirosseni cromiferi. Altri minerali sono presenti tra cui lo spinello cromifero e alluminifero e i granati.
I plagioclasi possono essere presenti nelle lherzoliti e in altre peridotiti che cristallizzano a (relativamente) bassa profondità (20 – 30 km). A profondità maggiori il plagioclasio è instabile e viene sostituito dallo spinello. Alla profondità di circa 90 km, il granato piropo è la fase alluminiosa stabile. La lherzolite granatifera è il costituente principale del mantello superiore terrestre (fino a circa 400 km di profondità).
Le Lherzoliti costituiscono la parte inferiore delle sequenze ofiolitiche dei massicci alpini peridotitici (più spesso sostituite da harzburgiti), si ritrovano nelle zone di frattura adiacenti alle dorsali oceaniche, e come xenolite nelle kimberliti e nei basalti alcalini. La fusione parziale delle lherzoliti è una delle fonti primarie di magma basaltico.

## Composizione chimica e norma
|       | % in peso |
| ----- | --------- |
| SiO2  | 45,43     |
| TiO2  | 0,45      |
| Al2O3 | 4,39      |
| Fe2O3 | 5,15      |
| FeO   | 7,44      |
| MnO   | 0,17      |
| MgO   | 30,31     |
| CaO   | 5,68      |
| Na2O  | 0,59      |
| K2O   | 0,27      |
| P2O5  | 0,12      |

|            | % in peso |
| ---------- | --------- |
| Ortoclasio | 1,50      |
| Albite     | 4,66      |
| Anortite   | 7,99      |
| Diopside   | 13,54     |
| Iperstene  | 21,48     |
| Olivina    | 36,31     |
| Magnetite  | 7,00      |
| Ilmenite   | 0,79      |
| Apatite    | 0,26      |